# Arthur V. Peterson
Arthur Vincent Peterson (Morristown, 31 ottobre 1912 – Seattle, 24 marzo 2008) è stato un militare statunitense, collaborò al Progetto Manhattan come responsabile dei laboratori di metallurgia che svilupparono i primi reattori nucleari Il plutonio creato in questi laboratori venne utilizzato nella prima bomba atomica Fat Man che venne utilizzata nei Bombardamenti atomici di Hiroshima e Nagasaki. Prima del D-Day si recò in Europa per avvertire il Generale Dwight Eisenhower sui pericoli delle armi radioattive utilizzate dai tedeschi.

## Biografia
Nato a Morristown nel New Jersey, cresciuto nell'East Side di Manhattan studiò alla Stuyvesant High School, diplomandosi nel 1930. Entrato alla New York University, conseguì il baccalaureato in ingegneria civile nel 1934, ed in seguito alla Cornell University proseguì i suoi studi di specializzazione che terminò nel 1939. Dopo aver lavorato come ingegnere nel settore privato, fece ritorno alla Cornell nel 1940 dove svolse attività di ricerca per conto della Firestone Tire and Rubber Company.

## Carriera militare
Entrato nell'Esercito degli Stati Uniti come ufficiale di riserva, Peterson fu chiamato al servizio attivo nel luglio 1941 ed assegnato alla 36th Engineer Brigade presso la caserma di Old Stone Barracks. Sposò Marie-Louise Darrieulat, un'ex compagna di liceo, il cui padre era insegnante alla Cornell.

Nel 1942 entrò a far parte della squadra che operò al Progetto Manhattan. Divenne ingegnere dell'Area di Chicago nel dicembre 1942, con il grado di maggiore. In questa veste ebbe il ruolo di capo del laboratorio metallurgico che sviluppò i reattori nucleari con lo scopo di produrre plutonio per la bomba atomica. In questa stessa veste fu di supporto agli ufficiali dell'ETOUSA in particolare sui possibili attacchi con sostanze radioattive da parte dei tedeschi, sui sintomi e le patologie che esse avrebbero potuto provocare e sulle modalità con cui trattarle. Peterson raccomandò inoltre a tutti gli ufficiali operativi nei teatri di guerra in Europa di riferire qualunque possibile caso i cui sintomi corrispondessero a quelli della malattia acuta da radiazione.

In seguito fu inviato presso il Supreme Headquarters Allied Expeditionary Force (SHAEF) con il compito di consigliare il Comandante Supremo delle Forze alleate, il Generale Dwight Eisenhower, il Capo di Stato Maggiore Walter Bedell Smith, l'assistente al Capo di Stato Maggiore per l'Intelligence (G2) il Maggiore Generale John Whiteley ed il suo assistente, il Maggiore-Generale Harold R. Bull nell'aprile 1944. Come risultato di questi colloqui, lo Stato Maggiore formulò il piano con nome in codice Operazione Peppermint, da attuare nel caso i tedeschi avessero fatto uso di armi radioattive durante e dopo lo sbarco in Normandia.

Quando il Progetto Manhattan fu affidato alla supervisione della Commissione per l'energia atomica degli Stati Uniti d'America il 1 gennaio 1947, Peterson fu messo alla direzione della Sezione Materiali Fissili, parte della Divisione Produzione, con sede a Washington. Nel 1953 Peterson lasciò la Commissione per l'energia atomica degli Stati Uniti d'America per diventare Direttore Generale della Divisione per l'Energia Atomica della American Machine and Foundry con sede a New York. Nei successivi cinque anni viaggiò in tutto il mondo per occuparsi della supervisione per la costruzione di ben 20 nuovi centri di ricerca sul nucleare. Abbandonò quest'ultima attività per fondare una propria società di consulenza, la AVP Associates. Dopo il suo ritiro morì per cause naturali a Seattle il 24 marzo 2008 e venne sepolto presso il Tahoma National Cemetery.